# Scopula
Scopula is een geslacht van vlinders uit de familie van de spanners (Geometridae).

## Soorten
Deze lijst van 721 soorten is mogelijk niet compleet.
- S. ablativa (Dognin, 1911)
- S. abolita (Herbulot, 1956)
- S. abornata (Guenée, 1858)
- S. accentuata (Guenée, 1858)
- S. accessaria (Herrich-Schäffer, 1852)
- S. acentra (Warren, 1897)
- S. acidalia (Holland, 1894)
- S. actuaria (Walker, 1861)
- S. acutanellus (Herbulot, 1992)
- S. acyma (Prout, 1932)
- S. acharis (Prout, 1938)
- S. achrosta (Prout, 1935)
- S. addictaria (Walker, 1861)
- S. adelpharia (Püngeler, 1894)
- S. adeptaria (Walker, 1861)
- S. aemulata (Hulst, 1896)
- S. aequidistans (Warren, 1896)
- S. aequifasciata (Christoph, 1881)
- S. aetheomorpha (Prout, 1917)
- S. afghana (Ebert, 1965)
- S. africana (Berio, 1937)
- S. agglomerata (Herbulot, 1992)
- S. agrapta (Warren, 1902)
- S. alargata (Dognin, 1901)
- S. alba (Hausmann, 1993)
- S. albiceraria (Herrich-Schäffer, 1847)
- S. albida (Warren, 1899)
- S. albidaria (Staudinger, 1901)
- S. albidulata (Warren, 1897)
- S. albiflava (Warren, 1896)
- S. albilarvata (Warren, 1899)
- S. albomaculata (Moore, 1888)
- S. alboverticata (Warren, 1895)
- S. aleuritis (Turner, 1908)
- S. alma (Prout, 1920)
- S. alstoni (Prout, 1919)
- S. amala (Meyrick, 1886)
- S. amazonata (Guenée, 1858)
- S. ambigua (Prout, 1935)
- S. amphiphracta (Prout, 1938)
- S. amseli (Wiltshire, 1967)
- S. anaitisaria (Walker, 1861)
- S. analogia (Inoue, 1954)
- S. anatreces (Prout, 1920)
- S. ancellata (Hulst, 1887)
- S. andresi (Draudt, 1912)
- S. angusticallis (Prout, 1935)
- S. aniara (Prout, 1934)
- S. anisopleura (Inoue, 1982)
- S. annexata (Prout, 1938)
- S. annubiata (Staudinger, 1892)
- S. annularia (Swinhoe, 1890)
- S. anoista (Prout, 1915)
- S. ansorgei (Warren, 1899)
- S. ansulata (Lederer, 1871)
- S. antankarana (Herbulot, 1956)
- S. antiloparia (Wallengren, 1863)
- S. anysima (Prout, 1938)
- S. aphercta (Prout, 1932)
- S. apicipunctata (Christoph, 1881)
- S. apparitaria (Walker, 1861)
- S. arcuaria (Hübner, 1798)
- S. arenosaria (Staudinger, 1879)
- S. argentidisca (Warren, 1902)
- S. argyroleuca (Hampson, 1910)
- S. asellaria (Herrich-Schäffer, 1847)
- S. asopiata (Guenée, 1858)
- S. asparta (Prout, 1938)
- S. aspiciens (Prout, 1926)
- S. aspilataria (Walker, 1861)
- S. asthena (Inoue, 1943)
- S. astrabes (Prout, 1932)
- S. atramentaria (Bastelberger, 1909)
- S. atricapilla (Prout, 1934)
- S. atriceps (Hampson, 1895)
- S. atridiscata (Warren, 1897)
- S. attentata (Walker, 1861)
- S. axiata (Püngeler, 1908)
- S. axiotis (Meyrick, 1888)
- S. batesi (Prout, 1932)
- S. beccarii (Prout, 1915)
- S. beckeraria (Lederer, 1853)
- S. benenotata (Prout, 1932)
- S. benetotata (Prout, 1932)
- S. benguetensis (Prout, 1931)
- S. benitaria (Barnes & McDunnough, 1913)
- S. bifalsaria (Prout, 1913)
- S. bigeminata (Warren, 1897)
- S. bimacularia (Leech, 1897)
- S. bispurcata (Warren, 1898)
- S. bistrigata (Pagenstecher, 1907)
- S. brachypus (Prout, 1926)
- S. brookesae (Holloway, 1976)
- S. butyrosa (Warren, 1893)
- S. caberaria (Herbulot, 1992)
- S. cacuminaria (Morrison, 1874)
- S. caducaria (Swinhoe, 1904)
- S. caeria (Prout, 1938)
- S. caesaria (Walker, 1861)
- S. cajanderi (Herz, 1904)
- S. calcarata (Fletcher D. S., 1958)
- S. caledonica (Holloway, 1979)
- S. calothysanis (Herbulot, 1965)
- S. calotis (Dyar, 1912)
- S. campbelli (Prout, 1920)
- S. candida (Warren, 1897)
- S. candidaria (Warren, 1902)
- S. canularia (Herrich-Schäffer, 1870)
- S. capnosterna (Prout, 1938)
- S. caricaria (Reutti, 1853)
- S. carnosa (Prout, 1925)
- S. cassiaria (Swinhoe, 1904)
- S. cassioides (Prout, 1932)
- S. castissima (Warren, 1897)
- S. cavana (Druce, 1892)
- S. celebraria (Walker, 1861)
- S. cervinata (Warren, 1905)
- S. cineraria (Leech, 1897)
- S. cinnamomata (Fletcher D. S., 1955)
- S. circumpunctata (Warren, 1898)
- S. clandestina (Herbulot, 1956)
- S. clarivialis (Prout, 1931)
- S. claudata (Prout, 1913)
- S. cleoraria (Walker, 1861)
- S. coangulata (Prout, 1920)
- S. coenona (Turner, 1908)
- S. colonaria (Herrich-Schäffer, 1852)
- S. colymbas (Herbulot, 1994)
- S. comes (Prout, 1927)
- S. commaria (Swinhoe, 1904)
- S. compensata (Walker, 1861)
- S. complanata (Warren, 1896)
- S. concinnaria (Duponchel, 1842)
- S. concurrens (Warren, 1897)
- S. conduplicata (Warren, 1904)
- S. confertaria (Walker, 1861)
- S. confinaria (Herrich-Schäffer, 1847)
- S. confusa (Butler, 1878)
- S. coniargyris (Prout, 1932)
- S. coniaria (Prout, 1913)
- S. conotaria (Schaus, 1901)
- S. consimilata (Warren, 1896)
- S. conspicillaria (Karisch, 2001)
- S. contramutata (Prout, 1920)
- S. convergens (Bryk, 1948)
- S. convictorata (Snellen, 1874)
- S. cornishi (Prout, 1932)
- S. corrivalaria (Kretschmar, 1862)

Moerasstipspanner
- S. corrupta (Prout, 1931)
- S. costata (Moore, 1887)
- S. coundularia (Warren, 1898)
- S. crassipuncta (Warren, 1901)
- S. crawshayi (Prout, 1932)
- S. crenatilinea (Warren, 1901)
- S. crurata (Warren, 1901)
- S. cumulata (Alphéraky, 1882)
- S. curvimargo (Warren, 1900)
- S. chalcographata (Brandt, 1938)
- S. chydaea (Prout, 1938)
- S. danieli (Wiltshire, 1966)
- S. dapharia (Swinhoe, 1904)
- S. dargei (Herbulot, 1992)
- S. declinata (Herbulot, 1972)
- S. decolor (Staudinger, 1898)
- S. decorata (Denis & Schiffermüller, 1775)

Tijmstipspanner
- S. defectiscripta (Prout, 1914)
- S. defixaria (Walker, 1861)
- S. deflavaria (Warren, 1896)
- S. dehortata (Dognin, 1901)
- S. deiliniata (Warren, 1897)
- S. deliciosaria (Walker, 1861)
- S. delitata (Prout, 1913)
- S. delospila (Warren, 1907)
- S. demissaria (Walker, 1863)
- S. densicornis (Warren, 1897)
- S. derasata (Walker, 1863)
- S. deserta (Warren, 1897)
- S. desita (Walker, 1861)
- S. despoliata (Walker, 1861)
- S. destituta (Walker, 1866)
- S. detentata (Prout, 1926)
- S. dhofarata (Wiltshire, 1986)
- S. didymosema (Lower, 1893)
- S. diffinaria (Prout, 1913)
- S. dignata (Guenée, 1858)
- S. dimoera (Prout, 1922)
- S. dimoeroides (Herbulot, 1956)
- S. dimorphata (Snellen, 1881)
- S. disclusaria (Christoph, 1881)
- S. discrepans (Prout, 1916)
- S. dismutata (Guenée, 1858)
- S. dissonans (Warren, 1897)
- S. divisaria (Christoph, 1893)
- S. dohertyi (Warren, 1897)
- S. donaria (Schaus, 1901)
- S. donovani (Distant, 1892)
- S. dorsinigrata (Warren, 1904)
- S. dotina (Prout, 1938)
- S. dubernardi (Oberthür, 1923)
- S. duplicipuncta (Prout, 1913)
- S. duplinupta (Inoue, 1982)
- S. dux (Prout, 1927)
- S. eberti (Wiltshire, 1967)
- S. eburneata (Guenée, 1857)
- S. eclipes (Prout, 1910)
- S. ectopostigma (Prout, 1932)
- S. elegans (Prout, 1915)
- S. elegantula (Herbulot, 1978)
- S. eleina (Prout, 1938)
- S. elisabethae (Prout, 1934)
- S. elwesi (Prout, 1922)
- S. emissaria (Walker, 1861)
- S. emma (Prout, 1913)
- S. emutaria (Hübner, 1809)

Witroze stipspanner
- S. enucloides (Schaus, 1901)
- S. epigypsa (Meyrick, 1886)
- S. epiorrhoe (Prout, 1935)
- S. episcia (Meyrick, 1888)
- S. episticta (Turner, 1942)
- S. erebospila (Lower, 1902)
- S. erinaria (Swinhoe, 1904)
- S. erubescens (Warren, 1895)
- S. erymna (Prout, 1928)
- S. euchroa (Prout, 1925)
- S. eulomata (Snellen, 1877)
- S. euphemia (Prout, 1920)
- S. extimaria (Walker, 1861)
- S. falcataria (Warren, 1901)
- S. farinaria (Leech, 1897)
- S. fernaria (Schaus, 1940)
- S. ferrilineata (Moore, 1888)
- S. ferruginea (Hampson, 1893)
- S. fibulata (Guenée, 1857)
- S. fimbrilineata (Warren, 1902)
- S. flaccata (Staudinger, 1898)
- S. flaccidaria (Zeller, 1852)
- S. flavifurfurata (Prout, 1920)
- S. flavissima (Warren, 1898)
- S. flavorosearia (Shchetkin, 1956)
- S. flexio (Prout, 1917)
- S. floslactata (Haworth, 1809)

Roomkleurige stipspanner
- S. fluidaria (Swinhoe, 1886)
- S. formosana (Prout, 1934)
- S. fragilis (Warren, 1903)
- S. francki (Prout, 1935)
- S. frigidaria (Möschler, 1869)
- S. froitzheimi (Wiltshire, 1967)
- S. fulminataria (Turati, 1927)
- S. fulvicolor (Hampson, 1899)
- S. fumosaria (Prout, 1913)
- S. furfurata (Warren, 1897)
- S. fuscata (Hulst, 1887)
- S. fuscescens (Warren, 1897)
- S. fuscobrunnea (Warren, 1901)
- S. galactina (Fletcher D. S., 1978)
- S. gastonaria (Oberthür, 1876)
- S. gazellaria (Wallengren, 1863)
- S. gibbivalvata (Herbulot, 1972)
- S. glaucescens (Herbulot, 1978)
- S. gnou (Herbulot, 1985)
- S. graphidata (Prout, 1920)
- S. grasuta (Schaus, 1901)
- S. griseolineata (Rothschild, 1915)
- S. grisescens (Staudinger, 1892)
- S. guancharia (Alpheraky, 1889)
- S. gyalararia (Franzenau, 1856)
- S. habilis (Warren, 1899)
- S. haemaleata (Warren, 1898)
- S. haeretica (Herbulot, 1956)
- S. halimodendrata (Erschoff, 1874)
- S. hanna (Butler, 1878)
- S. harteni (Hausmann, 2009)
- S. heba (Prout, 1920)
- S. hectata (Guenée, 1858)
- S. heidra (Debauche, 1938)
- S. herbuloti (Karisch, 2001)
- S. hesycha (Prout, 1919)
- S. hoerhammeri (Brandt, 1941)
- S. homaema (Prout, 1920)
- S. homodoxa (Meyrick, 1886)
- S. honestata (Mabille, 1869)
- S. horichroea (Prout, 1916)
- S. horiochroea (Prout, 1916)
- S. humilis (Prout, 1913)
- S. hyphenophora (Warren, 1896)
- S. hypocallista (Lower, 1900)
- S. hypochra (Meyrick, 1888)
- S. ichinosawana (Matsumura, 1925)
- S. idearia (Swinhoe, 1886)
- S. idnothogramma (Prout, 1938)
- S. ignobilis (Warren, 1901)
- S. imitaria (Hübner, 1799)

Ligusterstipspanner
- S. immistaria (Herrich-Schäffer, 1852)
- S. immorata (Linnaeus, 1758) - donkere prachtstipspanner
- S. immutata (Linnaeus, 1758) - bosspanner
- S. impersonata (walker, 1861)
- S. impicta (Prout, 1922)
- S. improba (Warren, 1899)
- S. impropriaria (Walker, 1861)
- S. inactuosa (Prout, 1920)
- S. inangulata (Warren, 1896)
- S. incalcarata (Fletcher D. S., 1958)
- S. incanata (Linnaeus, 1758)
- S. inductata (Guenée, 1858)
- S. infantilis (Herbulot, 1970)
- S. inficita (Walker, 1866)
- S. inflexibilis (Prout, 1931)
- S. infota (Warren, 1897)
- S. innocens (Butler, 1886)
- S. innominata (Schaus, 1940)
- S. inscriptata (Walker, 1863)
- S. insincera (Prout, 1920)
- S. insolata (Butler, 1889)
- S. instructata (Walker, 1863)
- S. intensata (Moore, 1887)
- S. internata (Guenée, 1857)
- S. internataria (Walker, 1861)
- S. inustaria (Herrich-Schäffer, 1847)
- S. iranaria (Bytinsky-Salz, 1937)
- S. irrorata (Bethune-Baker, 1891)
- S. irrubescens (Prout, 1934)
- S. irrufata (Warren, 1905)
- S. isodesma (Lower, 1903)
- S. isomala (Prout, 1932)
- S. isomerica (Prout, 1922)
- S. iterata (Herbulot, 1978)
- S. jejuna (Prout, 1932)
- S. johnsoni (Fletcher D. S., 1958)
- S. julietae (Robinson, 1975)
- S. junctaria (Walker, 1861)
- S. juruana (Butler, 1881)
- S. kagiata (Bastelberger, 1909)
- S. karischi (Herbulot, 1999)
- S. kashmirensis (Moore, 1888)
- S. kawabei (Inoue, 1982)
- S. klaphecki (Prout, 1922)
- S. kohor (Herbulot & Viette, 1952)
- S. kounden (Herbulot, 1992)
- S. lactaria (Walker, 1861)
- S. lactarioides (Brandt, 1941)
- S. laevipennis (Warren, 1897)
- S. laresaria (Schaus, 1940)
- S. latelineata (Graeser, 1892)
- S. lathraea (Prout, 1922)
- S. latifera (Walker, 1869)
- S. latimediata (Fletcher D. S., 1958)
- S. latitans (Prout, 1920)
- S. lautaria (Hübner, 1825)
- S. lechrioloma (Turner, 1908)
- S. legrandi (Herbulot, 1964)
- S. leucoloma (Prout, 1932)
- S. leucopis (Prout, 1926)
- S. leuculata (Snellen, 1874)
- S. leuraria (Prout, 1913)
- S. limbata (Wileman, 1915)
- S. limboundata (Haworth, 1809)
- S. limosata (Fletcher D. S., 1963)
- S. linearis (Hampson, 1891)
- S. liotis (Meyrick, 1888)
- S. longicerata (Inoue, 1955)
- S. longitarsata (Prout, 1932)
- S. loxographa (Turner, 1941)
- S. loxosema (Turner, 1908)

- S. lubricata (Warren, 1905)
- S. ludibunda (Prout, 1915)
- S. lugubriata (Fletcher D. S., 1958)
- S. luridata (Zeller, 1847)
- S. lutearia (Leech, 1897)
- S. luteicollis (Prout, 1938)
- S. luteolata (Hulst, 1880)
- S. luxipuncta (Prout, 1932)
- S. lydia (Butler, 1886)
- S. macrocelis (Prout, 1915)
- S. macronephes (Fletcher D. S., 1958)
- S. macroselis (Prout, 1915)
- S. magnidiscata (Warren, 1904)
- S. magnipunctata (Fletcher D. S., 1958)
- S. manengouba (Herbulot, 1992)
- S. manes (Djakonov, 1936)
- S. manifesta (Prout, 1911)
- S. mappata (Guenée, 1857)
- S. marcidaria (Leech, 1897)
- S. margaritaria (Warren, 1900)
- S. marginepunctata (Goeze, 1781)

Prachtstipspanner
- S. mascula (Bastelberger, 1909)
- S. mecysma (Swinhoe, 1894)
- S. megalocentra (Meyrick, 1888)
- S. megalostigma (Prout, 1915)
- S. melanstigma (Prout, 1938)
- S. mendax (Herbulot, 1954)
- S. mentzeri (Hausmann, 1993)
- S. menytes (Prout, 1935)
- S. merina (Herbulot, 1956)
- S. mesophaena (Prout, 1923)
- S. metacosmia (Prout, 1932)
- S. micara (Schaus, 1901)
- S. micrata (Guenée, 1858)
- S. minoa (Prout, 1916)
- S. minorata (Boisduval, 1833)
- S. minuta (Warren, 1900)
- S. misera (Walker, 1866)
- S. mishmica (Prout, 1938)
- S. modesta (Moore, 1887)
- S. modicaria (Leech, 1897)
- S. moinieri (Herbulot, 1966)
- S. molaris (Prout, 1922)
- S. mollicula (Prout, 1932)
- S. monosema (Prout, 1923)
- S. monotropa (Prout, 1925)
- S. montivaga (Prout, 1922)
- S. moorei (Cotes & Swinhoe, 1888)
- S. nacida (Dognin, 1901)
- S. nachtigali (Herbulot, 1965)
- S. napariata (Guenée, 1858)
- S. natalica (Butler, 1875)
- S. nebulata (Fletcher D. S., 1963)
- S. nemoraria (Hübner, 1799)
- S. nemorivagata (Wallengren, 1863)
- S. neophyta (Prout, 1922)
- S. neoxesta (Meyrick, 1888)
- S. nepalensis (Inoue, 1982)
- S. nepheloperas (Prout, 1916)
- S. nephotropa (Prout, 1931)
- S. nesciaria (Walker, 1861)
- S. nigralba (Herbulot, 1978)
- S. nigricornis (Herbulot, 1992)
- S. nigridentata (Warren, 1896)
- S. nigrinotata (Warren, 1897)
- S. nigristellata (Warren, 1896)
- S. nigrocellata (Warren, 1899)
- S. nigrociliata (Ebert, 1965)
- S. nigrodiscalis (Hulst, 1898)
- S. nigropunctata (Hufnagel, 1767)

Zwartstipspanner
- S. nipha (Fletcher D. S., 1955)
- S. nitidissima (Prout, 1920)
- S. nivearia (Leech, 1897)
- S. normalis (Herbulot, 1956)
- S. nostima (Prout, 1938)
- S. nupta (Butler, 1878)
- S. obliquifascia (Herbulot, 1999)
- S. obliquiscripta (Warren, 1897)
- S. obliquisigna (Bastelberger, 1909)
- S. obliquisignata (Bastelberger, 1909)
- S. oblivaria (Walker, 1861)
- S. ocellata (Warren, 1899)
- S. ocellicincta (Warren, 1901)
- S. ocheracea (Hampson, 1891)
- S. ochraceata (Staudinger, 1901)
- S. ochreofusa (Warren, 1899)
- S. ochreolata (Warren, 1905)
- S. ochricrinita (Prout, 1920)
- S. ochrifrons (Prout, 1920)
- S. oenoloma (Prout, 1932)
- S. oliveta (Prout, 1920)
- S. omana (Wiltshire, 1977)
- S. omissa (Warren, 1906)
- S. omnisona (Prout, 1915)
- S. ophthalmica (Prout, 1920)
- S. opicata (Fabricius, 1798)
- S. opperta (Prout, 1920)
- S. oppilata (Walker, 1861)
- S. oppunctata (Warren, 1902)
- S. optivata (Walker, 1861)
- S. ordinaria (Dyar, 1912)
- S. ordinata (Walker, 1861)
- S. orientalis (Alpheraky, 1876)
- S. ornata (Scopoli, 1763)

Kantstipspanner
- S. orthoscia (Meyrick, 1888)
- S. oryx (Herbulot, 1985)
- S. ossicolor (Warren, 1897)
- S. ourebi (Herbulot, 1985)
- S. oxysticha (Prout, 1938)
- S. oxystoma (Prout, 1929)
- S. paetula (Prout, 1919)
- S. palpifera (Prout, 1925)
- S. palleuca (Prout, 1925)
- S. pallida (Warren, 1888)
- S. pallidiceps (Warren, 1898)
- S. pallidilinea (Warren, 1897)
- S. paneliusi (Herbulot, 1957)
- S. paradela (Prout, 1920)
- S. paradelpharia (Prout, 1920)
- S. parallelaria (Warren, 1901)
- S. parasira (Meyrick, 1889)
- S. parodites (Prout, 1931)
- S. patularia (Walker, 1866)
- S. pauperata (Walker, 1861)
- S. pedilata (Felder, 1875)
- S. pelloniodes (Prout L. B., 1922)
- S. pellonoides (Prout, 1922)
- S. penricei (Prout, 1920)
- S. penultima (Herbulot, 1992)
- S. peractaria (Walker, 1866)
- S. perfilata (Prout, 1920)
- S. perialurga (Turner, 1922)
- S. perlata (Walker, 1861)
- S. perlimbata (Snellen, 1874)
- S. perlineata (Walker, 1861)
- S. permutata (Staudinger, 1897)
- S. perornata (Thierry-Mieg, 1905)
- S. perpunctata (Herbulot, 1992)
- S. personata (Prout, 1913)
- S. pertinax (Prout, 1916)
- S. phyletis (Prout, 1913)
- S. phyxelis (Prout, 1938)
- S. picta (Warren, 1897)
- S. pithogona (Prout, 1938)
- S. placida (Warren, 1905)
- S. planidisca (Bastelberger, 1908)
- S. planipennis (Warren, 1900)
- S. plantagenaria (Hulst, 1887)
- S. plionocentra (Prout, 1920)
- S. plumbearia (Leech, 1891)
- S. polystigmaria (Hampson, 1903)
- S. polyterpes (Prout, 1920)
- S. praecanata (Staudinger, 1895)
- S. praesignipuncta (Prout, 1920)
- S. preumenes (Prout, 1938)
- S. prisca (Herbulot, 1956)
- S. privata (Walker, 1861)
- S. promethes (Prout, 1928)
- S. propinquaria (Leech, 1897)
- S. prosoeca (Turner, 1908)
- S. prosthiostigma (Prout, 1938)
- S. protecta (Herbulot, 1956)
- S. proterocelis (Prout, 1920)
- S. prouti (Djakonov, 1935)
- S. proximaria (Leech, 1897)
- S. pruinata (Fletcher D. S., 1958)
- S. psephis (Prout, 1935)
- S. pseudoafghana (Ebert, 1965)
- S. pseudocorrivalvaria (Wehrli, 1932)
- S. pseudocoxa (Prout, 1920)
- S. pseudophema (Prout, 1920)
- S. pudicaria (Motschulsky, 1866)
- S. puerca (Dognin, 1901)
- S. pulchellata (Fabricius, 1794)
- S. pulverosa (Prout, 1934)
- S. punctatissima (Bastelberger, 1911)
- S. puncticosta (Walker, 1869)
- S. punctilineata (Warren, 1897)
- S. purata (Guenée, 1858)
- S. pyraliata (Warren, 1898)
- S. pyrrhochra (Prout, 1916)
- S. quadratisparsa (Holloway, 1976)
- S. quadrifaciata (Bastelberger, 1909)
- S. quadrifasciata (Bastelberger, 1909)
- S. quadrilineata (Packard, 1876)
- S. quinquefasciata (Holloway, 1979)
- S. quinquestriata (Warren, 1896)
- S. quintaria (Prout, 1916)
- S. radiata (Warren, 1897)
- S. rantaizanensis (Wileman, 1915)
- S. rebaptisa (Herbulot, 1985)
- S. rebeli (Prout, 1913)
- S. rectisecta (Prout, 1920)
- S. recurvata (Herbulot, 1992)
- S. recurvinota (Warren, 1902)
- S. recusataria (Walker, 1861)
- S. regenerata (Fabricius, 1794)
- S. remotata (Guenée, 1858)
- S. rhodinaria (Rebel, 1907)
- S. rhodocraspeda (Prout, 1932)
- S. risa (Wiltshire, 1982)
- S. rivularia (Leech, 1897)
- S. roezaria (Swinhoe, 1904)
- S. rossi (Prout, 1913)
- S. rostrilinea (Warren, 1900)
- S. rubellata (Gumppenberg, 1892)
- S. rubiginata (Hufnagel, 1767)

Purperen stipspanner
- S. rubraria (Doubleday, 1843)
- S. rubriceps (Warren, 1905)
- S. rubrocinctata (Guenée, 1857)
- S. rubrosignaria (Mabille, 1900)
- S. ruficolor (Prout, 1916)
- S. rufigrisea (Prout, 1913)
- S. rufinubes (Warren, 1900)
- S. rufisalsa (Warren, 1897)
- S. rufistigma (Warren, 1895)
- S. rufolutaria (Mabille, 1900)
- S. rufomixtaria (de Graslin, 1863)
- S. sacraria (Bang-Haas, 1910)
- S. sagittilinea (Warren, 1897)
- S. sanguinifissa (Herbulot, 1956)
- S. sanguinisecta (Warren, 1897)
- S. saphes (Prout, 1920)
- S. sarcodes (Prout, 1935)
- S. sarfaitensis (Wiltshire, 1982)
- S. sauteri (Prout, 1922)
- S. scalercii (Hausmann, 2003)
- S. scialophia (Prout, 1919)
- S. scotti (Debauche, 1937)
- S. sebata (Fletcher D. S., 1958)
- S. seclusa (Herbulot, 1972)
- S. seclusoides (Herbulot, 1978)
- S. sedataria (Leech, 1897)
- S. seductilis (Prout, 1931)
- S. segregata (Prout, 1919)
- S. semignobilis (Inoue, 1942)
- S. semispurcata (Warren, 1898)
- S. sentinaria (Geyer, 1837)
- S. separata (Walker, 1875)
- S. septentrionicola (McDunnough, 1939)
- S. seras (Prout, 1938)
- S. serena (Prout, 1920)
- S. serratilinea (Warren, 1907)
- S. sevandaria (Swinhoe, 1904)
- S. seydeli (Prout, 1934)
- S. shiskensis (Matsumura, 1925)
- S. siccata (McDunnough, 1939)
- S. sideraria (Guenée, 1858)
- S. silonaria (Guenée, 1858)
- S. simplificata (Prout, 1928)
- S. sincera (Warren, 1901)
- S. sinnaria (Swinhoe, 1904)
- S. sinopersonata (Wehrli, 1932)
- S. sjöstedti (Djakonov, 1936)
- S. sordaria (Karisch, 2001)
- S. sordida (Warren, 1895)
- S. sordidularia (Mabille, 1900)
- S. sparsipunctata (Mabille, 1900)
- S. spilodorsata (Warren, 1895)
- S. spinosicrista (Herbulot, 1992)
- S. spissitarsata (Warren, 1899)
- S. spoliata (Walker, 1861)
- S. stenoptera (Prout, 1922)
- S. stephanitis (Prout, 1932)
- S. stigmata (Moore, 1888)
- S. straminea (Felder & Rogenhofer, 1875)
- S. subcandida (Prout, 1938)
- S. subcarnea (Prout, 1934)
- S. subgastonaria (Wiltshire, 1982)
- S. sublinearia (Walker, 1866)
- S. sublobata (Warren, 1898)
- S. sublutescens (Prout, 1920)
- S. submutata (Treitschke, 1828)
- S. subnictata (Snellen, 1874)
- S. subobliquata (Prout, 1913)
- S. subpartita (Prout, 1919)
- S. subpectinata (Prout, 1915)
- S. subperlaria (Warren, 1897)
- S. subpulchellata (Prout, 1920)
- S. subpunctaria (Herrich-Schäffer, 1847)
- S. subquadrata (Guenée, 1857)
- S. subrubellata (Sterneck, 1941)
- S. subserena (Wiltshire, 1990)
- S. subtaeniata (Bastelberger, 1908)
- S. subtilata (Christoph, 1867)
- S. subtracta (Prout, 1935)
- S. succrassula (Prout, 1931)
- S. suda (Prout, 1932)
- S. suffecta (Prout, 1938)
- S. suffundaria (Walker, 1861)
- S. suna (Prout, 1934)
- S. superciliata (Prout, 1913)
- S. superior (Butler, 1878)
- S. supernivearia (Inoue, 1963)
- S. supina (Prout, 1920)
- S. sybillaria (swinh, 1902)
- S. synethes (Turner, 1922)
- S. szechuanensis (Prout, 1913)
- S. taifica (Wiltshire, 1982)
- S. takao (Inoue, 1954)
- S. tanalorum (Herbulot, 1972)
- S. technessa (Prout, 1932)
- S. tenera (Warren, 1899)
- S. tensipallida (Prout, 1938)
- S. tenuimedia (Prout, 1938)
- S. tenuiscripta (Prout, 1917)
- S. tenuisocius (Inoue, 1942)
- S. tenuispersata (Fuchs, 1902)
- S. ternata (Schrank, 1802)

Crème stipspanner
- S. terrearia (Mabille, 1900)
- S. tersicallis (Prout, 1929)
- S. tessellaria (Boisduval, 1840)
- S. thrasia (Prout, 1938)
- S. thysanopus (Turner, 1908)
- S. timandrata (Walker, 1861)
- S. timboënsis (Prout, 1938)
- S. timia (Prout, 1916)
- S. tosariensis (Prout, 1923)
- S. toxophora (Prout, 1919)
- S. traducta (Prout, 1938)
- S. transsecta (Warren, 1898)
- S. trapezistigma (Prout, 1938)
- S. tricommata (Warren, 1899)
- S. tsekuensis (Prout, 1935)
- S. tumiditibia (Prout, 1920)
- S. turbidaria (Hübner, 1819)
- S. turbulentaria (Staudinger, 1870)
- S. uberaria (Zerny, 1933)
- S. umbelaria (Hübner, 1813)

Zoomstipspanner
- S. umbilicata (Fabricius, 1794)
- S. umbratilinea (Warren, 1901)
- S. undilinea (Warren, 1900)
- S. undulataria (Moore, 1888)
- S. unicornata (Warren, 1900)
- S. unilineata (Warren, 1896)
- S. unisignata (Prout, 1926)
- S. usticinctaria (Walker, 1861)
- S. vacuata (Guenée, 1857)
- S. valentinella (Karisch, 2001)
- S. viettei (Herbulot, 1992)
- S. vigensis (Prout, 1938)
- S. vigilata (Sohn-Rethel, 1929)
- S. vinocinctata (Guenée, 1857)
- S. violacea (Warren, 1897)
- S. virgulata (Denis & Schiffermüller, 1775)
- S. vitellina (Herbulot, 1978)
- S. vitiosaria (Swinhoe, 1904)
- S. vittora (Schaus, 1901)
- S. voeltzkowi (Prout, 1934)
- S. voluptaria (Prout, 1938)
- S. walkeri (Butler, 1883)
- S. wegneri (Prout, 1935)
- S. wittei (Debauche, 1938)
- S. xanthocephalata (Guenée, 1858)
- S. xanthomelaena (Fletcher, 1957)
- S. yamanei (Inoue, 1978)
- S. yihe (Yang, 1978)
- S. zophodes (Prout, 1935)